# Batalla de Damasco (2012)
La Batalla de Damasco (en árabe: بركان دمشق وزلزال سوريا‎) corresponde a un enfrentamiento acontecido entre el 15 de julio y el 4 de agosto de 2012 entre las Fuerzas Armadas de Siria y distintos grupos sublevados en la ciudad capital de Damasco. Todo en el marco de la guerra civil que azota al país.
La batalla inició cuando tropas rebeldes invadieron la ciudad y comenzaron a luchar por dominarla (o "liberarla", como ellos aseguran). Todo esto tuvo una respuesta muy fuerte por parte de las tropas del estado sirio, que hicieron retroceder a los rebeldes y para los inicios de agosto ya los habían derrotado, logrando recuperar la ciudad. Sin embargo, la violencia en la ciudad no paró después de la batalla, e incluso, para el año 2013 se han vivido fuertes combates y ataques en Damasco, por lo que muchos aseguran que la batalla aún no ha terminado. 

## Antecedentes
La Guerra Civil Siria es un conflicto bélico que está ocurriendo en Siria contra el gobierno del presidente Bashar al-Asad. Se inició el 15 de marzo de 2011, influida por otras protestas simultáneas en la región.
Durante la rebelión ha habido numerosos combates entre las fuerzas leales a Asad y el Ejército Libre de Siria, que aglutina a numerosos soldados desertores.

## Primera Campaña: Volcán de Damasco

### Preparación
Desde el 5 de julio, los rebeldes sirios comenzaron a preparar la operación para "liberar" Damasco, oficialmente llamada Volcán de Damasco y terremoto sirio, enviando a numerosos grupos y combatientes a Damasco y a los barrios periféricos.

### Desarrollo
El 15 de julio la guerra llegó a Damasco, y los combatientes rebeldes se extendieron desde los barrios de Al Tadamon y Hajar al Aswad (sur), hasta la zona de Al Lawan (sureste).
16 de julio
Los enfrentamientos continuaron en Damasco, donde los combates se extendieron a los barrios de Midan y Zahera. Las tropas lealistas, apoyadas por vehículos acorazados, intentaron sin éxito derrotar a los rebeldes. Los trabajadores humanitarios que intentaron auxiliar a los heridos fueron expulsados por las autoridades.
17 de julio
En Damasco, continuaron los combates entre los rebeldes y el ejército. Los miembros del Ejército Libre Sirio afirmaron controlar los barrios de Midan y Tadamun, que empezaron a ser bombardeados por la armada del gobierno desde el exterior. Los tanques del ejército lealista intentaron sin éxito entrar en Midan, mientras que en la vecindad de Qatana, también a las afueras de Damasco, el ejército recurrió a helicópteros para intentar someter a los rebeldes.
Asimismo, se escucharon fuertes explosiones y ráfagas de disparos entre Kfar Soussa y Al Messe, un área de Damasco cercana al palacio presidencial.
El ELS aseguró haber destruido un helicóptero en el barrio de Al Qabun y haber acabado con más de 200 soldados en Midan.
Los Hermanos Musulmanes instaron a los ciudadanos a ayudar a los rebeldes "bloqueando las calles de Damasco y lanzando cócteles molotov" contra los blindados del Ejército.
Las deserciones de soldados en Damasco aumentaban, especialmente entre los miembros de mayor rango.
18 de julio
Los enfrentamientos se reanudaron en el céntrico barrio de Al Midan y en el suburbio de Al Qabun, donde los vehículos blindados del Ejército irrumpieron para intentar establecer puestos de control en algunas calles.
Las escaramuzas también alcanzaron el área de Al Mazra, en el centro de Damasco y cerca de la sede del partido gubernamental Baaz.
Un cuartel militar cercano al Palacio del Pueblo, un enorme complejo de estilo soviético que domina la extensa capital desde el distrito occidental de Dummar, recibió el fuego rebelde a partir de las 7.30 horas de la mañana hora local.
Varios rumores aseguraron que el vicepresidente sirio, Farouk al-Sharaa, había huido a Jordania.
Cinco explosiones se registaron en el distrito de Muhayirin, en el noroeste de Damasco, cerca de la base de la Cuarta División Acorazada del Ejército.
Atentado suicida
Un atentado suicida durante una reunión ministerial en el edificio de Seguridad Nacional provocó la muerte del General Daoud Rajha (ministro de Defensa) y Assef Shawkat, cuñado de Asad y también viceministro de defensa.
El ataque también mató al ministro de interior Mohammad Ibrahim al-Shaar y el antiguo ministro de defensa, Hassan Turkmani.
El jefe de las fuerzas de seguridad nacional, Hisham Ikhtiyar, resultó gravemente herido.
El ELS y Liwa al-Islam, un grupo rebelde islamista, reclamaron la responsabilidad del atentado.
Según la agencia estatal de noticias SANA, habría sido uno de los guardaespaldas del ministro de Defensa quien habría perpetrado este atentado.
Al Arabiya informó de que Hafez Makhlouf, líder de la Agencia de Inteligencia Siria, también había muerto., pero más tarde fue desmentido.
En Idlib, tuvieron lugar manifestaciones en las que se celebraron las muertes de la cúpula siria.
19 de julio
El Consejo de Liderazo de la Revolución de Damasco aseguró que el Ejército Sirio Libre tenía el completo control de Midan y Qaboun. También informó de que estaban luchando por tomar el área central Mezze, donde varios testigos aseguraron haber visto a los shabeehas.
Se registaron combates en Kafr Souseh. Varios francotiradores se desplegaron en la zona, y, según testigos, dispararon contra cualquier persona que saliera a la calle. El ELS consiguió destruir tres tanques que custodiaban el barrio.
20 de julio
Hisham Ikhtiar, presidente del Despacho de Seguridad Nacional, murió a causa de las heridas que sufrió el día del atentando (18 de julio), según reconoció la Televisión Estatal
Mientras, los combates continuaron en la capital, donde el Ejército Sirio Libre se vio obligado a realizar una "retirada táctica" del barrio de Midan, después de duros enfrentamientos con el ejército sirio que provocaron la muerte de al menos 130 rebeldes.
21 de julio
La Armada Siria tomó el control de los barrios de Tadamoun y Qaboun. Además, los combates continuaron en los barrios norteños de Barzeh y Rukneddine y una oficina de policía fue atacada en Khaled bin Waleed.
El Observador Sirio de los Derechos Humanos aseguró que los militares bombardearon los distritos de Al-Kaddam y Assali. Los residentes también hablaron de enfrentamientos en Al-Hajar Al-Aswad.
22 de julio
Las tropas sirias expulsaron a los rebeldes de los distritos de Mezzeh y Barzeh. En Barzeh, 1.000 miembros de la Cuarta División, bajo la dirección del hermano del presidente, Maher al Asad, entraron acompañados de tanques y bulldozers y ejecutaron a varios jóvenes, según dijeron varios testigos.
Igualmente se registraron intensos bombardeos en los barrios de Al Qadam y Al Asali.
Asimismo, cayeron obuses cerca del campo de refugiados palestinos de Yarmuk.
23 de julio
Según un residente, el gobierno sirio tomó el control del centro de Damasco, donde la situación volvió a la normalidad.
24 de julio
El ejército sirio bombardeó la zona de Hayar al Asuad (sur de Damasco) y el campo de refugiados palestinos de Yarmuk, donde las tropas gubernamentales se enfrentaron al Ejército Sirio Libre. Además, las fuerzas leales irrumpieron en los barrios de Al Qadam y Al Asali para intentar acabar con los rebeldes alojados.
Los cuerpos de 24 rebeldes ejecutados se encontraron en los suburbios de Daraya. The opposition reported that the Syrian Army attacked the last rebel pockets in the Damascus districts of Qaddam and al-Aswad.
Durante la tarde, varios activistas confirmaron que la mayoría de los rebeldes habían sido expulsados de la capital
25 de julio
Las fuerzas gubernamentales lanzaron una ofensiva con fuego de artillería y cohetes contra el suburbio de Al Tel, controlado por los rebeldes. El 216º Batallón Mecanizado bombardeó el suburbio con una media de un proyectil por minuto, destruyendo varias viviendas y obligando a los civiles a huir de la zona.
26 de julio
Las fuerzas rebeldes retrocedieron al distrito sureño de Hajar Aswad, donde fueron asediados por tanques y helicópertos de la armada lealista durante más de 6 horas.
Las tropas del gobierno también recurrieron a artillería pesada para bombardea una zona que incluía el Hospital Palestino, de donde los civiles intentaron desesperadamente escapar.
27 de julio
El ejército sirio tomó el control de los últimos reductos rebeldes en el centro Damasco, mientras que siguió bombardeando con helicópteros en la periferia de la capital las poblaciones de Daraya y Yalda, que las fuerzas del gobierno trataban de recuperar del control de los terroristas.

## Segunda Campaña: Escaramuzas rebeldes y Ofensiva del Ejército Sirio
A mediados de agosto, se reanudaron los combates en Damasco, en esta ocasión con menor intensidad. Los rebeldes lanzaron ataques esporádicos contra las posiciones de las tropas gubernamentales en la capital, y del mismo modo, las fuerzas del gobierno sirio atacaron varias zonas afines a los insurrectos, siendo la más destacada la ofensiva en Daraya, donde las tropas lealistas asesinaron a 300 civiles.
20 de agosto

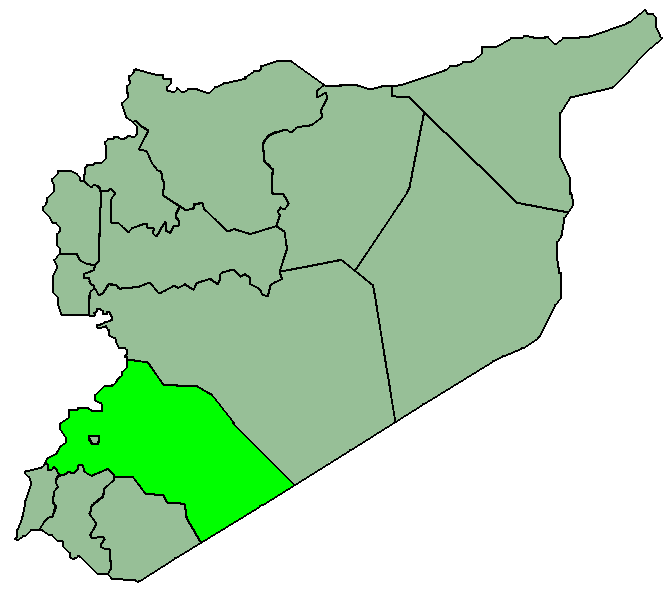
El Ejército Sirio lanzó una ofensiva generalizada en toda la Gobernación de Damasco Rural

Los CCL informaron de que las fuerzas progubernamentales retomaron los bombardeos en Damasco, especialmente en el barrio de Daraya, como parte de una ofensiva generalizada en todo la Gobernación de Damasco Rural. También informaron del hallazgo de 10 cuerpos en el suburbio de Qaboun con símbolos de tortura.
Un portavoz del Consejo Revolucinario de Damasco aseguró que 5 personas fueron asesinadas y varias heridas en el suburbio de Moadamiyeh,
donde las fuerzas del gobierno bloquearon las carreteras del pueblo ─acorralando a la población─ para luego bombardearlo indiscriminadamente durante horas. Sin embargo, el ELS consiguió desturir un tanque y dañar otros varios. Además, varios soldados decidieron rebelarse y combatieron a los que permanecieron fieles a Asad.
21 de agosto
Las fuerzas gubernamentales asaltaron la zona rebelde de Mouadamiyeh, en las afueras de la capital, matando al menos 23 soldados opositores.
Los CCL y un portavoz rebelde informaron de que las tropas del gobierno entraron en el barrio al amanecer y que buscaron casa por casa a los rebeldes.
22 de agosto
Las fuerzas sirias mataron a un periodista afín a la rebelión durante una manifestación en el distrito sureño de Nahr Eisha.
23 de agosto
Varios combates se registraron en la capital, donde las fuerzas lealistas bombardearon con morteros las posiciones rebeldes.
Las tropas gubernamentales bombardearon desde la montaña Qasioun en dirección a Damasco, centrándose en los distritos sureños donde los rebeldes se habían hecho fuertes. Además, se mantuvieron tiroteos entre soldados y rebeldes.
Paralelamente, las fuerzas gubernamentales asediaron el distrito de Kafr Sousseh (sureste), llevando a cabo varios arrestos.
24 de agosto
La Armada Siria atacó el suburbio damasceno de Daraya, matando al menos 21 personas, como parte de una campaña para retomar el control de las zonas más separadas al centro de la ciudad.
26 de agosto
Las fuerzas del gobierno tomaron el suburbio de Daraya, y reportaron la masacre de cientos de civiles por parte de los rebeldes, según reportaron los pobladores ante periodistas.
La mayoría de los cadáveres presentaban signos de ejecución y fueron hallados en las calles, casas y refugios en subterráneos de edificios residenciales. Entre las víctimas se hallaban 13 mujeres y al menos ocho miembros de una misma familia.
27 de agosto

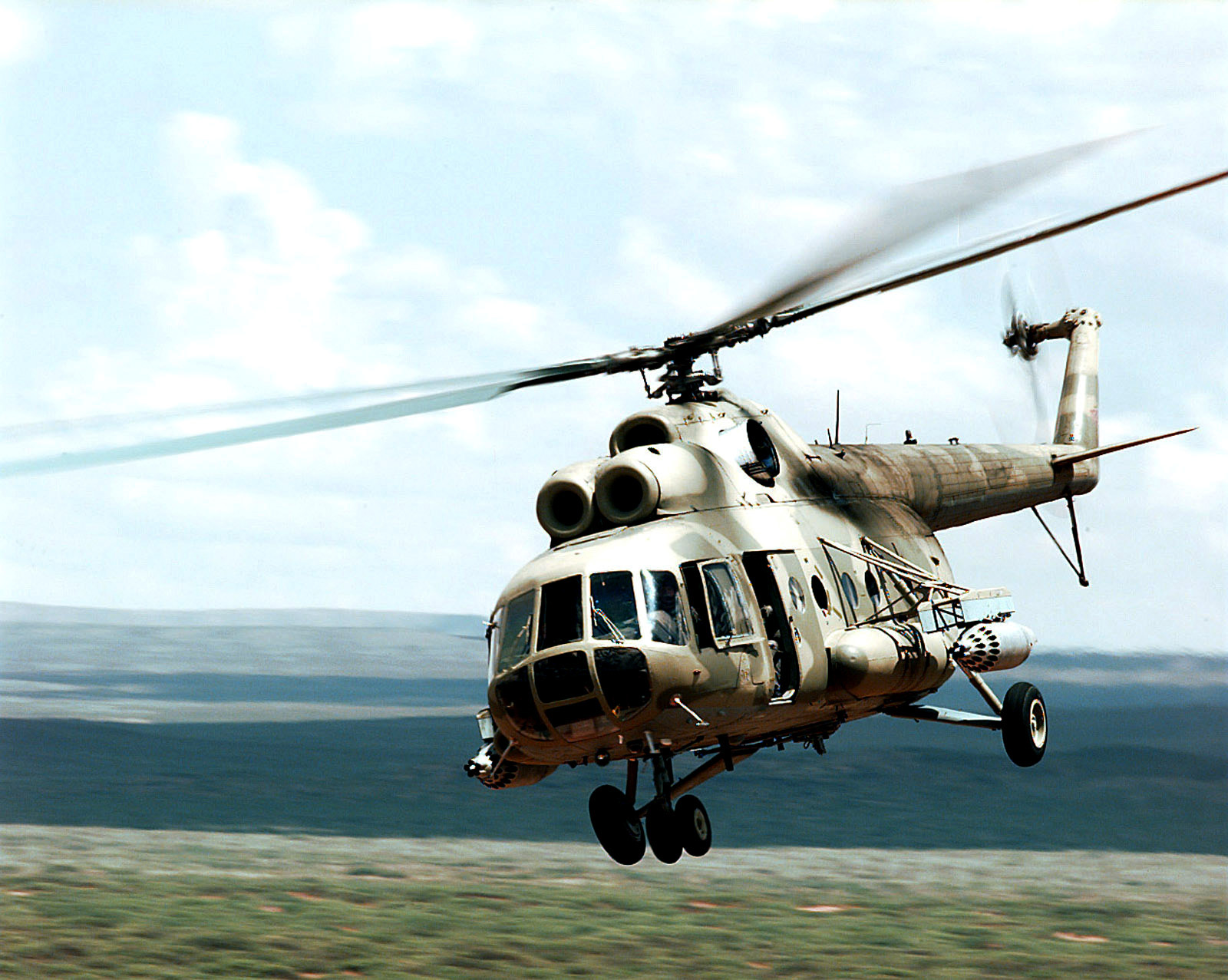
Un helicóptero sirio fue abatido en Damasco

Un helicóptero militar sirio se estrelló en Damasco, presuntamente abatido por los rebeldes. La televisión estatal confirmó su destrucción pero no dio más detalles. Un vídeo posteado en Internet mostraba al helicóptero envuelto en llamas justo antes de golpearse contra el suelo.
Paralelamente, los combates continuaron en la capital, y los CCL documentaron 148 muertos en Damasco y suburbios(42 en Zamalka, 39 en Daraya, y 25 en Mouadamiyeh)
28 de agosto
Helicópteros militares sirios sobrevolaron Damasco y sus suburbios lanzandon folletos con un ultimátum:

"Rebeldes, entregar las armas, o preparaos para hacer frente a una muerte inevitable"

Un residente de Daraya habló con The Guardian y dijo, sobre la masacre que ocurrió dos días antes, que las fuerzas del gobierno entraron en las casas de los civiles fingiendo demandar hospitalidad para luego matar a sus inquilinos.
Un grupo opositor desconocido puso un coche bomba en un funeral de dos miembros del gobierno en el distrito de Jaramana, matando a siete personas.
29 de agosto
Los CCL informaron de que las fuerzas gubernamentales bombardearon los suburbios de Jisreen, Ghouta y Saqba.
Paralelamente, el Ejército Libre informó de una operación llevada a cabo el día anterior en la que arrebataron un almacén militar a las fuerzas gubernamentales, haciéndose con 10 misiles tierra-aire.
30 de agosto
El ejército sirio bombardeó con morteros y helicópteros el barrio de Kafr Batna, a tan solo 5 km del centro de la capital, donde residían más de 20.000 personas.
Un gran número de soldados y vehículos armados se agrupó en las puertas del barrio, provocando temor ante una nueva masacre como la de Daraya, por lo que la población intentó abandonar la zona. Otros en cambio intentaron esconderse en refugios o en mezquitas.
1 de septiembre
La explosión de un coche bomba en el área de Al Sbaineh, en la periferia de Damasco, mató al menos a 15 personas e hirió a un número indeterminado de civiles.
2 de septiembre
Una explosión sacudió el céntrico barrio damasceno de Abu Remmaneh, cerca de varios edificios de los servicios de seguridad y la oficina del vicepresidente Farouk al-Shara. La explosión hirió al menos a cuatro personas.
El grupo rebelde "Ahfad al rasul" (Nietos del profeta) se responsabilizó del atentado y señaló que las explosiones afectaron a altos mandos de las Fuerzas Armadas sirias. Además, explicó que la operación tenía como objetivo la sede del Estado Mayor.
9 de septiembre
El Ejército Sirio asedió el distrito de Tadamon el campo de refugiados palestinos de Yarmouk en el sureste de Damasco como parte de una ofensiva contra el ELS, provocando miles de desplazamientos.
18 de septiembre
Después de una semana de intensos combates, el 18 de septiembre a las 04.30 los rebeldes abandonaron tres barrios del sureste de Damasco: al-Qadem, al-Assali y al-Hajar al-Aswad.

## Tercera campaña: ofensiva rebelde en las afueras de la ciudad
A mediados de noviembre de 2012, los rebeldes sirios se coordinaron de nuevo para intentar unificar el sur de Damasco en una gran zona "liberada" que les permitiera lanzar una ofensiva al corazón de la capital y facilitara el movimiento interno de tropas del Ejército Libre.
El Ejército lealista intentó frenar este avance bombardeando todos los suburbios de la ciudad desde Daraya a Al Ghouta.
19 de noviembre
Los grupos rebeldes islamistas Ansar al-Islam y las Brigadas de Jund Allah tomaron la base del Batallón de Defensa Aérea cerca del barrio de Hajar al-Aswad después de cuatro días de lucha. Tras el combate, tomaron toda la munición posible, ya que era improbable que lograran mantener la base ante la ofensiva aérea del Ejército.
24 de noviembre
El 24 de noviembre se registraron combates y bombardeos de artillería en los suburbios de Qadam y Tadamun, desde donde los rebeldes intentaban avanzar hacia la capital.
25 de noviembre
Los rebeldes sirios tomaron la base aérea de Marj al-Sultan en las afueras de Damasco durante la mañana del 25 de noviembre como parte de una ofensiva generalizada contra la fuerza aérea y de «minar la moral del régimen».
Durante el combate, los rebeldes destruyeron tres helicópteros y tomaron 15 prisioneros. Además, al menos 31 rebeldes y 16 soldados murieron Más tarde, los rebeldes abandonaron la base.
El Ejército Sirio, por su parte, bombardeó el suburbio de Deir al-Asafir, acto en el cual murieron 10 niños según la Comisión General de la Revolución Siria.

## Ataques y violencia en Damasco (2013 - presente)

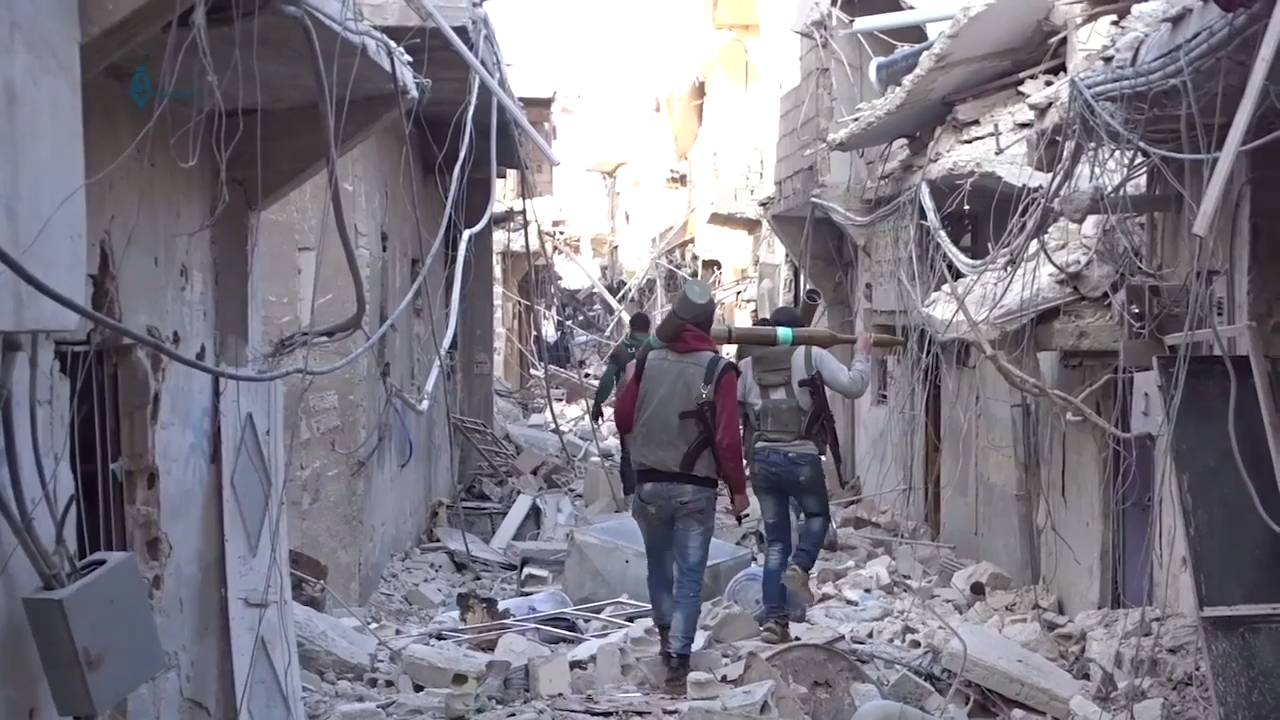
Rebeldes sirios llevando misiles.

Para 2013, la ciudad sigue siendo escenario de constantes enfrentamientos. El miércoles 6 de febrero, los rebeldes atacaron y bombardearon la ciudad de Damasco, especialmente en los puntos estratégicos del gobierno. Inmediatamente, las fuerzas armadas rodearon la ciudad con tanques y armamento, intentando detener a sus opositores. Dando inicio a una nueva jornada de fuertes enfrentamientos. Para el final del día, habían fallecido cerca de 19 soldados.
El día 21 de febrero, una cadena de ataques con coches-bomba en Damasco, provocó la muerte entre 64 a 84 personas y lesiones a más de 200, según estimaciones tanto del Gobierno de Siria como de la oposición. Uno de los vehículos explotó a escasos metros de las oficinas centrales del partido Baaz y de la Embajada de Rusia y mató a 56 personas. Por ahora nadie asumió la autoría del ataque. La Coalición Nacional Siria, principal bloque de la oposición, calificó a los autores de los ataques de “terroristas” en un comunicado y negando la participación en los hechos. Aseguró que todas las acciones dirigidas contra civiles o en las que éstos resultan heridos son acciones criminales que deben ser condenadas, sin importar quiénes sean sus autores o de qué forma lo justifican. el ataque ha sido unos de los más duros golpes al gobierno sirio desde el inicio de la guerra civil.
El 25 de marzo, los rebeldes lanzaron proyectiles en el centro de Damasco, muy cerca de la residencia del presidente Bashar Al-Asad, provocando serios daños materiales y algunos heridos. Días después, un bombardeo rebelde con proyectiles a la Universidad de Damasco asesinó a doce personas y dejó al lugar muy dañado. La universidad también se encuentra en el centro de la ciudad, por lo que es un indicador que la violencia en Damasco se ha extendido incluso hasta el casco histórico.
El 20 de abril, un grupo de activistas afirmaron que las fuerzas gubernamentales habían bombardeado «despiadadamente» una localidad tomada por los rebeldes, cerca de Damasco. El ataque, que duró cerca de una semana, se cobró más de 250 vidas, siendo una de las ofensivas más mortales durante el año. El mismo día, se acusó al gobierno de haber ejecutado a otras 85 personas tras tomar control de Jdiadet Al Fadel, en la provincia de Damasco.
El 29 de abril se vivió uno de los días más polémicos de la guerra en los últimos meses; Damasco volvió a ser el epicentro de los enfrentamietnos en la guerra cuando el ejército lanzó una serie de ofensivas y ataques a las localidades invadidas por la oposición. En más de 40 puntos por toda la ciudad se efectuaron fuertes batallas y mortales conflictos que dejaron a la ciudad devastada. Ese mismo día, el primer ministro sirio, Wael al Halqi, estuvo a punto de morir en un atentado rebelde en las cercanías de su oficina.
Mientras que el 30 de abril, un atentado con un coche bomba asesinó a 13 civiles y dejó a 70 heridos.
El 23 de junio, diferentes ataques dejan 8 muertos en la capital.
El 12 de julio, al menos dieciséis personas, la mayoría civiles, murieron y varias decenas resultaron heridas en bombardeos de fuerzas armadas y combates en Damasco.
En un comunicado, el grupo explicó que ocho personas, entre ellas una mujer y una niña, perdieron la vida en un intenso ataque con cohetes en el barrio de Al Qabun.
Además, seis civiles fallecieron y decenas más sufrieron heridas por el estallido de tres proyectiles en la zona de Al Sadat en la avenida Bagdad del centro de Damasco, lo que también causó daños en los edificios cercanos.
Por otra parte, prosiguieron los combates entre los insurgentes y las tropas del gobierno en el acceso de la avenida Nesrin, en el barrio de Al Tadamon.
El Observatorio señaló que similares enfrentamientos se sucedieron en el área de Basatin, en el barrio Berza, que también está siendo bombardeado junto a la vecina zona de Yober.